# Paul Gallimard
Paul Sébastien Gallimard (* 20. Juli 1850 in Suresnes; † 9. März 1929 in Paris) war ein französischer Sammler von Büchern und Gemälden.

## Leben und Wirken
Paul Gallimard kam 1850 als Sohn des Börsenmaklers Gustave Gallimard und seiner Frau Henriette, geborene Chabrier, zur Welt. Die Familien der Eltern waren beide sehr wohlhabend. Sein Großvater Sébastien André Gallimard, ein gelernter Kupferschmied, hatte in Paris während der Julimonarchie bei der Einführung von Gaslampen als Straßenbeleuchtung ein Vermögen verdient. Der Familie der Mutter gehörten mehrere Pariser Theater.
Durch die Gemäldesammlung seines Vaters, der Werke der Schule von Barbizon zusammengetragen hatte, lernte Paul Gallimard schon früh Gemälde im Original kennen. Nachdem er das Lycée Condorcet absolviert hatte, begann er an der École des beaux-Arts ein Studium der Malerei. Zudem interessierte er sich für Architektur und zeichnete beispielsweise als Dilettant während einer Südamerikareise Entwurfsideen für ein Museum in Buenos Aires. Einen Beruf ging Gallimard indes nicht nach, sondern lebte von seinem geerbten Vermögen. Er war Besitzer des Théâtre des Variétés und mehrerer Häuser in Paris. Er selbst bewohnte ein Hôtel particulier in der Pariser Rue Saint-Lazare Nr. 79 und besaß eine Villa im Badeort Benerville-sur-Mer am Ärmelkanal. Die nach Gallimards Ehefrau benannte Villa Lucie wird heute (2013) unter der Bezeichnung Manoir de Benerville als Hotel genutzt.
Aus Gallimards Ehe mit Lucie Duché gingen die Söhne Jacques, Gaston und Raymond hervor. 1888 ließ er bei Eugène Carrière ein Gruppenporträt der Kinder fertigen. Im selben Jahr schuf Carrière zudem ein Bildnis von Paul Gallimard, das die Widmung „A mon bon ami Paul Gallimard“ (Für meinen guten Freund Paul Gallimard) trägt. Carrière porträtierte auch die Ehefrau Lucie, die 1892 zudem Pierre-Auguste Renoir Modell saß.

### Kunstsammlung
In Gallimards Kunstsammlung befanden sich insgesamt 16 Werke seines Freundes Renoir. Gallimard unterstützte den Maler finanziell und lud ihn 1892 für einen Monat zu einer gemeinsamen Reise nach Madrid ein. In der mehr als 100 Werke umfassenden Sammlung nahmen Arbeiten der Impressionisten einen Großteil ein. Neben Bildern von Renoir gehörten beispielsweise Gemälde von Edgar Degas (Avant la course), Berthe Morisot, Claude Monet oder Édouard Manet (Suzette Lemaire en face) zur Sammlung. Weitere Werke, Ölgemälde und Arbeiten auf Papier, hatte Gallimard von Künstlern wie Rembrandt van Rijn, El Greco, Jean-Honoré Fragonard, Francisco de Goya, Honoré Daumier (Sortie du bateau à lessive), Jean-Baptiste Camille Corot, Jean-Auguste-Dominique Ingres, Eugène Delacroix und Jean-François Millet zusammengetragen. Hinzu kamen Werke moderner Künstler wie Henri de Toulouse-Lautrec (M. de Lauradour), Édouard Vuillard, Pierre Bonnard, Henri Matisse oder Pablo Picasso. Die Bedeutung der Sammlung Gallimard wurde 1908 in einem Artikel des einflussreichen Kunstkritikers Louis Vauxcelles in der Zeitschrift Les Arts gewürdigt. Nach Gallimards Tod verkauften die Erben die Sammlung.

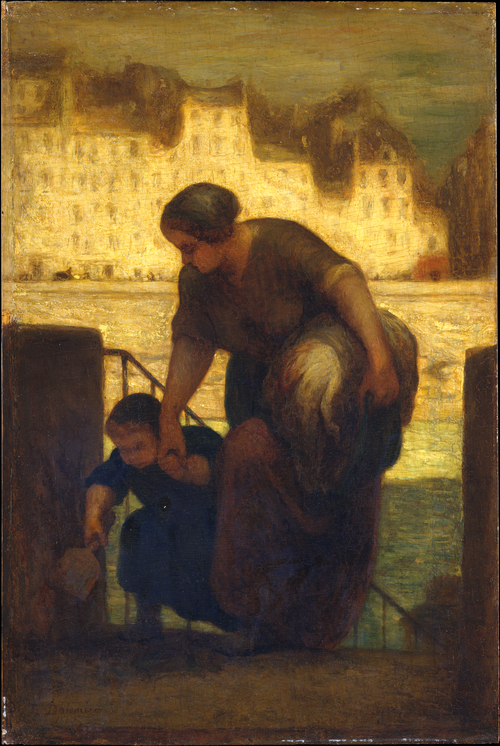
Honoré Daumier: Sortie du bateau à lessive, um 1863, Metropolitan Museum of Art, New York
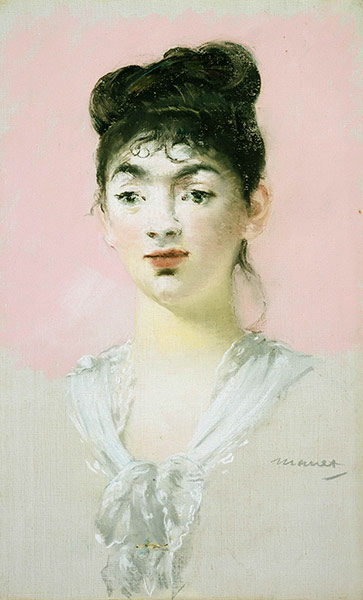
Édouard Manet: Suzette Lemaire en face, 1881, Privatsammlung
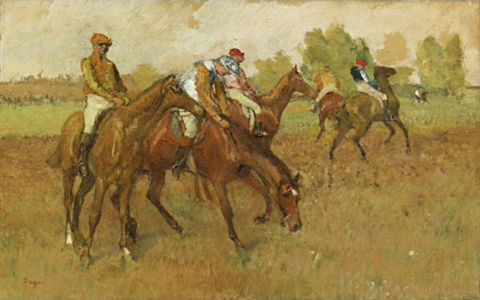
Edgar Degas: Avant la course, 1882–1888, Privatsammlung
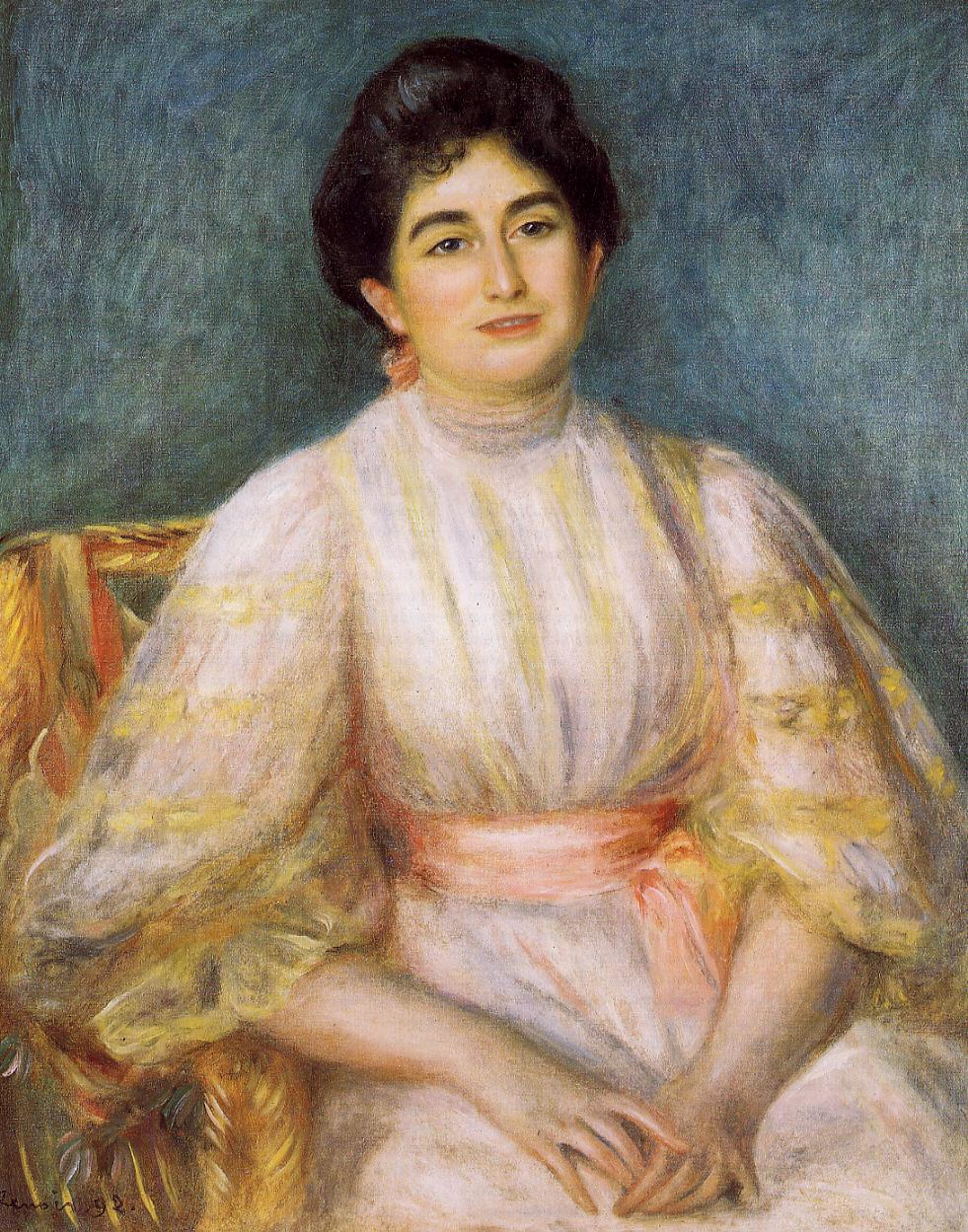
Pierre-Auguste Renoir: Madame Paul Gallimard (Lucie Gallimard), 1892, Privatsammlung
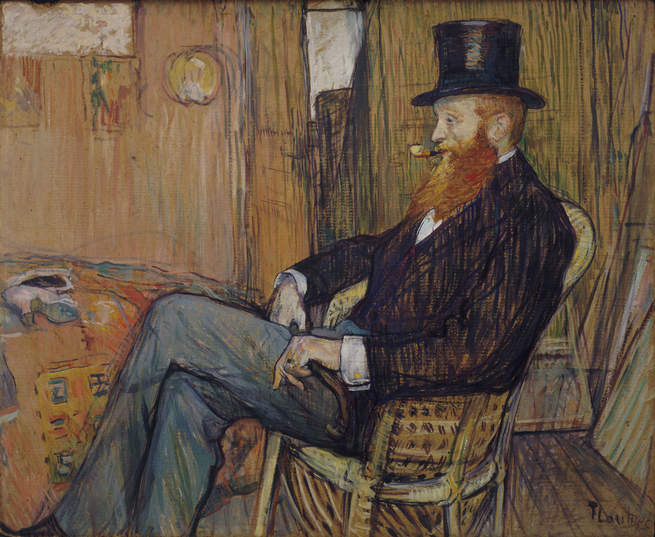
Henri de Toulouse-Lautrec: M. de Lauradour, 1897, Museum of Modern Art, New York

### Bibliothek
Neben der Kunstsammlung widmete sich Gallimard intensiv dem Aufbau einer umfangreichen Bibliothek. Er trug vor allem zahlreiche Erstausgaben – meist französischer Autoren des 19. Jahrhunderts – zusammen. Darüber hinaus gab er hochwertige Editionen heraus. Hierzu gehörte eine Luxus-Ausgabe von Germinie Lacerteux der Gebrüder Goncourt, die in einer Auflage von nur drei Exemplaren erschien. Das Buch enthält Original-Illustrationen von Jean-François Raffaëlli und der Buchdeckel wurde von Eugène Carrière gestaltet. Zu den weiteren Buchprojekten gehörte eine aufwendig gestaltete Ausgabe von Charles Baudelaires Les Fleurs du Mal, die er mit Federzeichnungen von Auguste Rodin schmücken ließ. Auch die Bibliothek von Paul Gallimard wurde nach seinem Tod veräußert. Die Leidenschaft zu Büchern – Eléonore Sulser bezeichnet Paul Gallimard als „bibliophile“ – ging indes auf seinen Sohn Gaston über, der 1911 das bis heute bestehende Verlagshaus Éditions Gallimard begründete.